# Cắt xám châu Phi
Cắt xám châu Phi (danh pháp hai phần: Falco ardosiaceus) là một loài chim thuộc chi Cắt trong họ Cắt (Falconidae). Loài này phân bố ở châu Phi.

## Mô tả
Nó là loài chim khá nhỏ, chắc nịch với cái đầu lớn và phẳng phía đỉnh đầu, cánh khá ngắn và không dài đến chóp đuôi khi nó đứng nghỉ. Nó có thân dài 28–33 cm với sải cánh dài 58–72 cm và trọng lượng 300 gam. Con mái lớn hơn 4-11% và nặng hơn 5-11% so với con trống. Bộ lông của con trưởng thành là xám sẫm khá đồng nhất ngoại trừ phần rìa đầu cánh sẫm hơn.

## Phân bố
Nó là loài phổ biến rộng rãi ở phía Tây và Trung Phi, nhưng không hiện diện ở các vùng có rừng rậm như các bộ phận của lưu vực sông Congo. Phạm vi phân bố của nó kéo dài về phía đông tới Ethiopia và các khu vực phía tây Kenya và Tanzania. Ở phía nam đến khu vực phía bắc Namibia và Zambia và các cá thể lang thang từng xuất hiện ở Malawi. Tổng phạm vi che phủ khoảng 12 triệu km². Ở Tây Phi, có một số sự di chuyển về phía bắc trong mùa mưa và phía nam vào mùa khô.